# Хохлов, Георгий Иванович
Георгий Иванович Хохлов (22 октября 1926 — 22 декабря 2010) — учёный и конструктор высокоточного авиационного и корабельного ракетного вооружения, главный конструктор ОКБ «Звезда». Главный конструктор тактической управляемой ракеты класса «воздух-поверхность» средней дальности Х-35 для истребителей МиГ-29 и Су-27, дозвуковой маловысотной противокорабельной ракеты Х-35, а также их модификаций.

## Биография
Георгий Иванович Хохлов родился 22 октября 1926 года в Московской области.
- 1945 год — окончание Московского электромеханического техникума.
- 1956 год — окончил Московский авиационный институт.
- 1956 год — 1986 год — работа в НПО «Молния» на должностях начиная от инженера до главного конструктора.
- 1986 год — 1994 год — главный конструктор ОКБ «Звезда».
- С 1994 года — вышел на пенсию.

Умер 22 декабря 2010 года.

## Награды
- Орден Ленина
- Орден Октябрьской Революции
- Орден Трудового Красного Знамени
- Медали
- Ленинская премия
- Государственная премия СССР